# Ayaka
Ayaka (絢香?   Moriguchi, Prefectura de Osaka, 18 de diciembre de 1987) es una popular cantante japonesa. Su nombre real es Ayaka Iida (飯田 絢香 Iida Ayaka?). Su nombre artístico ha variado desde tiempos de su debut hasta la actualidad. Se ha escrito su nombre como "ayaka" (siempre en minúsculas), y también solo "絢香". Este último es el más usado en Japón, aunque en algunos lugares también se ha escrito su nombre como "絢香 ayaka" en algunos medios.

## Biografía
Desde la secundaria, Ayaka comenzó a interesarse seriamente en el ámbito musical. En su primer año tras dejar la primaria realizó su primer concierto cantando covers de otros artistas. Poco tiempo después comenzó a practicar creando sus propias canciones, así como también a asistir a clases de música. Dentro de un centro de música situado en la prefectura de Fukuoka, Ayaka conoce a Noshio Yoshihiko, productor encargado de la carrera de exitosos artistas pop rock como Yui, quién la contrato al sello Warner Music Japan como cantante solista.
Desde agosto de 2005 comenzaron a prepararse conciertos de Ayaka principalmente en el distrito de Shibuya, y en diciembre del mismo año su tema "Mikazuki" (en español Luna Creciente) - planeado para convertirse en su primer sencillo - comenzaba a ser emitido por radio y televisión, también como tema principal del programa del dorama de NHK llamado @Human. El sencillo fue pospuesto por razones que se desconocen; finalmente "Mikazuki" se convertiría en un sencillo, pero más adelante dentro de la carrera de la joven.
Sencillo que años más tarde (2007) sería llevado a México esta vez bajo la voz de la exintegrante del desaparecido grupo OV7, MARIANA OCHOA, y que serviría como lanzamiento de su segundo álbum del mismo nombre así como entrada de la telenovela LA HIJA DEL JARDINERO retransmitida en el mismo año por la televisora TV AZTECA.
El debut oficial finalmente llegó el 1 de febrero del 2006 con el lanzamiento de "I Believe", su primer sencillo bajo el nombre de ayaka. La balada se convirtió en un éxito poco usual, debutando en el tercer lugar de las listas de Oricon, y permaneciendo en el Top 10 de este por seis semanas consecutivas. Para finales del mes de su lanzamiento ya rompía el récord de ser la primera canción en Japón que consigue más de un millón de descargas legales a través de iTunes y otras tiendas virtuales similares. Cuando finalmente "I Believe" comenzó a decaer en las listas ya tenía vendidas una cifra mayor a las 220 mil copias. Sus siguientes sencillos, "Melody~Sounds Real~" y "Real Voice", estaban mucho más orientado a ritmos rock, y alcanzaron puestos en las listas y ventas moderadas en las listas, ambos dentro de los veinte primeros lugares de Oricon las semanas de sus lanzamientos. 
Actualmente está casada con el actor Mizushima Hiro y tiene 2 hijos.

## Discografía

### Sencillos
| # Sencillo | Información                                                                                             | Posición Oricon | Ventas                            |
| ---------- | --- | --------------- | --------------------------------- |
| 1.°        | I Believe - Fecha lanzamiento: 1 de febrero de 2006 - Sello discográfico: Warner Music Japan            | #3              | 226 704 copias vendidas           |
| 2.°        | Melody ~Sounds Real~ - Fecha lanzamiento: 10 de mayo de 2006 - Sello discográfico: Warner Music Japan   | #13             | 15 600 copias vendidas            |
| 3.°        | Real Voice - Fecha lanzamiento: 19 de julio de 2006 - Sello discográfico: Warner Music Japan            | #11             | 51 121 copias vendidas            |
| 4.°        | Mikazuki 三日月 - Fecha lanzamiento: 27 de septiembre de 2006 - Sello discográfico: Warner Music Japan  | #1              | 218 509 copias vendidas           |
| 5.°        | Jewelry Day - Fecha lanzamiento: 4 de julio de 2007 - Sello discográfico: Warner Music Japan            | #2              | 67 573 copias vendidas            |
| 6.°        | Clap & Love / Why - Fecha lanzamiento: 5 de septiembre de 2007 - Sello discográfico: Warner Music Japan | #5              | 16 372 copias vendidas (en lista) |

#### Otros sencillos
- Winding Road (28 de febrero de 2007) - lanzado bajo el nombre "Ayaka × Kobukuro" (絢香×コブクロ?)

### Álbumes
| # Álbum | Información                                                                                        | Posición Oricon | Ventas                    |
| ------- | -------------------------------------------------------------------------------------------------- | --------------- | ------------------------- |
| 1.°     | First Message - Fecha lanzamiento: 1 de noviembre de 2006 - Sello discográfico: Warner Music Japan | #1              | 1 098 206 copias vendidas |

### DVD
- Ayaka Live Tour "First Message" (4 de abril de 2007)